# Strychnos cogens
Strychnos cogens là một loài thực vật có hoa trong họ Mã tiền. Loài này được Benth. miêu tả khoa học đầu tiên năm 1841.